# 高田ケラー有子
高田ケラー有子（たかだ - ゆうこ、1958年（昭和33年）5月1日 - ）は、1997年よりデンマークを拠点に活動する日本人造形作家、キュレータ、エッセイスト。デンマークでの最初の展覧会参加は1996年の "Container 96".  女性。大阪府大阪市生まれ。本名はYuko Takada Keller。
1982年より羊毛素材のタペストリーを制作するなど活動を開始。1985年に3ヶ月間北欧を旅したことをきっかけに、自身の表現を空間に浮かぶソフトスカルプチャーへと転換。トレーシングペーパーを用いた繊細で幻想的な吊り下げ彫刻を制作している。 
1997年にデンマークに移住後は、主に文化施設などの公共空間で作品を発表し、サイトスペシフィックなインスタレーションを得意としている。自身の作品発表に加え、キュレーターとしても活動し、多くの日本人アーティストをデンマークに紹介する展覧会を企画。キュレーションを手掛けた展覧会Japanese Supplenessが大成功を収め、マルグレーテ2世女王陛下が来場し、展覧会の案内を行った。また、展覧会に際し、音楽家とのコラボレーションも行っている。近年は、ラミネート加工のトレーシングペーパーを用いながらも、ミラーシートやホログラムシートなど、公共空間における耐久性を高める柔軟な素材を用いて、光の要素を作品に取り入れている。また、日本の新聞や雑誌などにエッセイを寄稿。2004年から2010年にかけては、海外在住の日本人としてJMM（Japanese Mail Media）に98回エッセイを寄稿。デンマークの子育てについて綴った著書『平らな国デンマーク「幸福度」世界一の社会から』 は、2005年にNHK出版から出版。またボランティアとして、2016年からヘルシンゲのNordstjerneskolenと京都府美山町の小中学校との学校交流事業を支援している。さらに、アートワークショップや生活様式や社会背景の紹介などを通じて、二国間の文化交流にも貢献している。[

## 学歴
- 1981年 京都市立芸術大学美術学部工芸科卒業[7]
- 1983年 京都市立芸術大学大学院美術研究科染織専攻修了[8]

## 経歴
- 1983-85, 1987-89　京都市立芸術大学非常勤講師.
- 1988-90 京都芸術短期大学非常勤講師
- 1988-90 成安造形短期大学非常勤講師
- 1990~1994 成安造形短期大学専任講師
- 1994~1997 成安造形短期大学助教授[9]
- 2014~2019　相模女子大学客員教授
- 2016~2020 美山森の教育プロジェクトアドバイザー
- 2020~2024　NPO森の教育プロジェクト理事
- 2024~　Gribskov10 [10]日本クラス担当講師

## 展覧会

### 近年の個展
- 2017 Kulturhavn Gilleleje / Gilleleje, デンマーク
- 2018　ギャラリーなかむら / 京都
- 2018　Space Yui / 東京
- 2021　Hillerød 図書館 / Hillerød, デンマーク[11]
- 2022~2023　Museum for Papirkusnt / Blokhus, デンマーク [12]
- 2022　Rejsestalden / Jægerspris, デンマーク
- 2023　C4 Hillerød Knowledge Center / Hillerød, デンマーク
- 2023　MI Gallery / 大阪

その他1982年以降デンマーク、日本、ベルギーにてトータル50ヶ所での個展開催

### 代表的な選抜グループ展
- 1987 第13回国際タピストリービエンナーレ (Lausanne/ スイス)
- 1991 "Restless Shadows" Japanese Fiberart イギリス巡回展
- 1991~1992 "KAMI" Exhibition (Kuopio Museum) フィンランド巡回展
- 1991~1993 “Kyoto Fibers “ (Montclair State College) アメリカ巡回展
- 1993~1995 “WAVES: Contemporary Japanese Fiberworks” (The Library & Gallery / Ontario) – カナダ巡回展
- 1993 シガアニュアル '93 FIBER WORK/ THE REPRO & ACTION OF FORM (滋賀現代美術館)
- 1995 "White Nights" II. International Textile Exhibition (ロシア民族博物館 / ロシア)
- 1996 Container '96, コペンハーゲン、デンマーク
- 1998 IMAGINATIONS (Galerij Lauka / Lo-Reninge, ベルギー)
- 2000 Blue Link/ Gjethuset/ Frederiksværk, デンマーク
- 2002 PRO (Charlottenborg / コペンハーゲン、デンマーク
- 2002 Holland Paper Biennial 2002 (Museum Rijswijk / オランダ)
- 2005 Contemporary Japanese and Danish Art and Craft (Dronninglund Kunstcenter / デンマーク)
- 2007 “Japanese Suppleness – Contemporary Art from Japan” (Frederiksværk, デンマーク)
- 2009 Roommade/Roommate (Gjethuset / Frederiksværk, デンマーク)
- 2011 Japanese Harmony (Portalen / Greve, デンマーク)
- 2014 Guest Artist for "FIBER FUTURES" Japan's Textile Pioneers (Gjethuset / Frederiksværk, デンマーク)
- 2017 Colours from Denmark with Carsten Dahl (法明寺 / 京都)
- 2017 “Essence – IKI” Exchange Exhibition by Danish and Japanese artists (Dronninhlund Kunstcenter / デンマーク)
- 2019 In Relation with Nature (Gammelgaard / Herlev, デンマーク)
- 2022 TRÅD繋 – Japanese & Danish Textile Exhibition (Annaborg / Hillerød, デンマーク) [13]
- 2025 ARThitecture (日本橋の家 / 大阪) [14]

その他1982年以降ハンガリー、ドイツ、デンマークと日本にて100以上の選抜グループ展に参加

## パブリックコレクション
- 国立国際美術館
- Portalen
- 清流会
- Hillerød図書館
- Bagsværd 教会 [15]
- Kulturhavn Gilleleje

## コミッションワーク
- 東京都水道局（1996〜2010）
- 早島町町民会館　(1997~)
- ウーバレ・ゴーデン (2004~2014, 2014閉店)
- 兵庫県看護協会 (2007~)
- 耳原総合病院  (2015~)
- 広島アンデルセンベーカリー (2022~)

## アートコラボレーション
- 2012 BVLGARI / 東京銀座
- 2012 ACUTS / 東京新宿
- 2012 dia collection / 大阪
- 2014 Lexus TOYOTA / 神戸
- 2022 タピックタラソー/ 沖縄宜野座 [16]

## ディスプレイ
- 2020~21 Kapau クリスマスウィンドーディスプレイ / コペンパーゲン、デンマーク
- 2017 Skagens Museum クリスマスインスタレーション / Skagen, デンマーク
- 2016 Karl-e クリスマスインスタレーション / Frederiksværk, デンマーク
- 2000 ロイヤルコペンハーゲン本店 / コペンパーゲン、デンマーク
- 1996 ein / 京都桂
- 1995 ein / 京都桂
- 1994 Gallery O - WAVE / 大阪
- 1993 伊勢丹デパート/ 東京
- 1990 Shoe Gallery OTA / 芦屋

## 受賞
- 2004 Frederiksborg Amts Billdekunstpris 2004 / デンマーク
- 1995 大賞; "White Nights" II. International Textile Exhibition / ロシア
- 1992 優秀賞; 第2回京都選抜工芸展 / 京都
- 1990 優秀賞; 京都アート工芸ビエンナーレ / 京都
- 1989 優秀賞; 金沢選抜工芸展 / 金沢
- 1984 京都デザイン賞; 京都デザインフォーラム / 京都

## 出版物掲載
- 1993年 『染織α』1月号 No.142 （辻喜代治 著、日本）ISSN 0389-9381
- 1993年 『染織α』3月号 No.144 （辻喜代治・川島啓子 著、日本）ISSN 0389-9381
- 1994年 『FIBER ART JAPAN』（駸々堂出版、日本）ISBN 978-4397503931[17]
- 1994年 『PIA 関西 ART FRONT』（小吹隆文 著、日本）
- 1994年 『西陣グラフ』VOL.448/SEP（杉山輝子 著、日本）
- 1995年 『ART & Crafts』（design house 出版、韓国）ISSN 1227-1179
- 1995年 『TEXTILE PLUS』No.151（Marijke Arp 著、オランダ）ISSN 0927-7560
- 1995年 『Space Design』SD9510（鹿島出版、日本）ISSN 0563-0991
- 1996年 『FIBERARTS』Jan/Feb1996 Vol.22 No.4（Carol D. Westfall 著、アメリカ）ISSN 0164-324X
- 1997年 『Novel Object II』（design house 出版、韓国）ISBN 9788970413563[18]
- 1997年 『Art Textile of The World: Japan』（Telos Art Publishing、イギリス）ISBN 9780952626749[19]
- 2002年 『TIJDLOOS PAPIER / TIMELESS PAPER』（Uitgeverij Compres BV、オランダ）ISBN 9789073803039[20]
- 2002年 『kM zomer 2002』（Peter van der Meijden 著、オランダ）ISSN 0927-1058
- 2004年 『Sphere magazine』（David A. Williams 編集・出版、デンマーク）ISSN 1603-9912
- 2006年 『Les Nouvelles du Patchwork』（Association France Patchwork、フランス）ISSN 0991-2118
- 2007年 『Tactile』（Gestalten Verlag 出版、ドイツ）ISBN 9783899552003[21]
- 2011年 『Papercraft 2』（Gestalten Verlag 出版、ドイツ）ISBN 9783899553338[22]
- 2011年 『DESIGN 360°』No.35（DESIGN 360°、中国）ISSN 1815-9222
- 2012年 『Paper Works』（SANDU 出版、中国）ISBN 9781584234326[23]
- 2013年 『Paper Art I』（ARTPOWER International Publishing Co.、香港）ISBN 9789881574206[24]
- 2015年 『PARADISE OF PAPER ART 2: THE WORLD OF DANCE PAPER』（Designerbooks、中国）ISBN 9789881378217[25]
- 2015年 『Art Quarter』Vol.8（Moon Art Co., Ltd、台湾）
- 2015年 『Paper Art II』（ARTPOWER International Publishing Co., Ltd、中国）ISBN 9789881354242[26]

## メディアでの露出
- 1996	NHK 教育テレビ (日本) "日曜美術館" [27]

デンマーク"コンテナ96‘" レポート
- 2000	NHK 国際放送 (日本) "65 years Anniversary program"
- 2005	Radio AM Culture (日本) "JOQR" トークゲスト
- 2007 NHK TV BS1 (日本) "地球アゴラ" レポーター  [28]
- 2007 NHK TV BS1 (日本) "地球アゴラ" reporter [29]
- 2008 NHK TV BS1 (日本) "地球アゴラ" reporter [30]
- 2008 NHK TV BS1 (日本) "地球アゴラ" reporter [31]
- 2009 FM 東海ラジオ (日本) "Morning Charge" トークゲスト
- 2011年 NHK BS1 「地球アゴラ」 レポーター[32]
- 2012 NHK TV BS1 (日本) “地球テレビ100" レポーター [33]
- 2012年 NHK TV BS1 「地球テレビ100」レポーター[34]
- 2012 Radio J-JWAVE 360° (日本) "No Borders Lounge" トークゲスト
- 2012	NHK TV BS1  (日本) "地球エル・ムンド" トークゲスト [35]
- 2013	ABCラジオ (日本) "武田和歌子プログラム" インタビュー
- 2014	KBS京都ラジオ(日本) "森谷威夫のお世話になります!!" トークゲスト
- 2015	沖縄ラジオ (日本)“Art Palet” トークゲスト
- 2016	KBS京都ラジオ(日本)“妹尾和夫のパラダイスKyoto" トークゲスト  [36]
- 2016 KBS京都ラジオ(日本) “森谷威夫のお世話になります!!”トークゲスト
- 2016 KBS京都ラジオ(日本) “レコ室からこんにちは” メインパーソナリティ [37]
- 2017 KBS京都ラジオ(日本) “森谷威夫のお世話になります!!" トークゲスト
- 2019 KBS京都ラジオ(日本) "さらピン！キョウト/ 梶原誠”トークゲスト [38]
- 2021 TBS テレビ (日本) “あさチャン” デンマークよりオンラインレポート [39]
- 2023 KBS京都ラジオ(日本) "さらピン！キョウト/ 梶原誠"トークゲスト [40]
- 2024 KBS京都ラジオ(日本) “レコ室からこんにちは”メインパーソナリティ [41]